# Димче Маленко
Димче Маленко (на македонска литературна норма: Димче Маленко) е писател и драматург от Социалистическа Република Македония.

## Биография
Роден е в град Охрид в 1919 година. Принадлежи към рода Маленкови. Завършва Филологическия факултет на Скопския университет. Член е на Литературния кръжок в Охрид 1943-1944 година. Член е на Дружество на писателите на Македония от 1972 година.

## Творчество
- Слободољубиви човекољубци (роман, 1972)
- Паркот на Јоновци (раскази, 1973)
- Маченици (стихове, 1983),
- Вознемирен водосвод (роман, 1995).